# Alfred Groyer
Alfred Groyer (Villach, 8 gennaio 1959) è un ex saltatore con gli sci austriaco.

## Biografia
Debuttò in campo internazionale in occasione della tappa del Torneo dei quattro trampolini di Innsbruck del 4 gennaio 1978 (39°). In Coppa del Mondo esordì nella gara inaugurale del 27 dicembre 1979 a Cortina d'Ampezzo, ottenendo subito il primo podio (3°).
In carriera prese parte a un'edizione dei Giochi olimpici invernali, Lake Placid 1980 (7° nel trampolino normale).

## Palmarès

### Coppa del Mondo
- Miglior piazzamento in classifica generale: 12º nel 1982
- 5 podi (tutti individuali):
  - 5 terzi posti

#### Torneo dei quattro trampolini
- 1 podio di tappa[1]:
  - 1 terzo posto

### Campionati austriaci
- 6 medaglie[2]:
  - 3 ori (70 m nel 1981; 70 m, 90 m nel 1982)
  - 1 argento (70 m nel 1980)
  - 1 bronzo (70 m nel 1984)